# Estadio Municipal de Sagrada Familia
El Estadio Municipal de Sagrada Familia se encuentra ubicado en el pueblo de Sagrada Familia, Chile. Tiene una capacidad de 1.000 espectadores y ahí juega sus partidos de local Deportivo Los Cachorros que militó en los años 90 en la Cuarta División y otros equipos de la Asociación de fútbol de Sagrada Familia.
Es el principal complejo deportivo de la comuna, es de propiedad municipal, ubicado en Avenida Esperanza, y entre sus instalaciones se encuentra: un gimnasio techado, una cancha de baby fútbol, además de un sector con áreas verdes.
- Datos: Q16303225